# Tanjung Enim Selatan
Tanjung Enim Selatan is een bestuurslaag in het regentschap Muara Enim van de provincie Zuid-Sumatra, Indonesië. Tanjung Enim Selatan telt 7864 inwoners (volkstelling 2010).